# Oliver Bearman
Oliver James Bearman (Chelmsford, 8 maggio 2005) è un pilota automobilistico britannico, attivo in Formula 1 con la Haas.
Nel 2021 ha vinto il campionato italiano e tedesco di Formula 4, diventando il primo pilota in assoluto a vincere entrambi i campionati nella stessa stagione. Nel 2022 è stato selezionato dalla Scuderia Ferrari Driver Academy.
Nella stagione 2023 di Formula 1 ha preso parte a due prove libere con il Haas F1 Team, mentre il suo esordio è arrivato nel Gran Premio d'Arabia Saudita 2024 con la Scuderia Ferrari, sostituendo l'indisponibile Carlos Sainz Jr. Nel resto della stagione ha preso parte a quattro prove libere con la Haas e ai GP di Azerbaigian e Brasile come pilota titolare, sostituendo Kevin Magnussen. Dalla stagione 2025 è pilota titolare della Haas.

## Carriera

### Kart e Formula 4
Bearman inizia a correre in kart a livello agonistico nel 2013 a livello locale per poi trasferirsi nelle competizioni nazionali. Nel 2017 vince il Kartmasters British Grand Prix, mentre nel 2019 vince la serie europea IAME per poi ripetersi l'anno successivo nella IAME Internazionale.

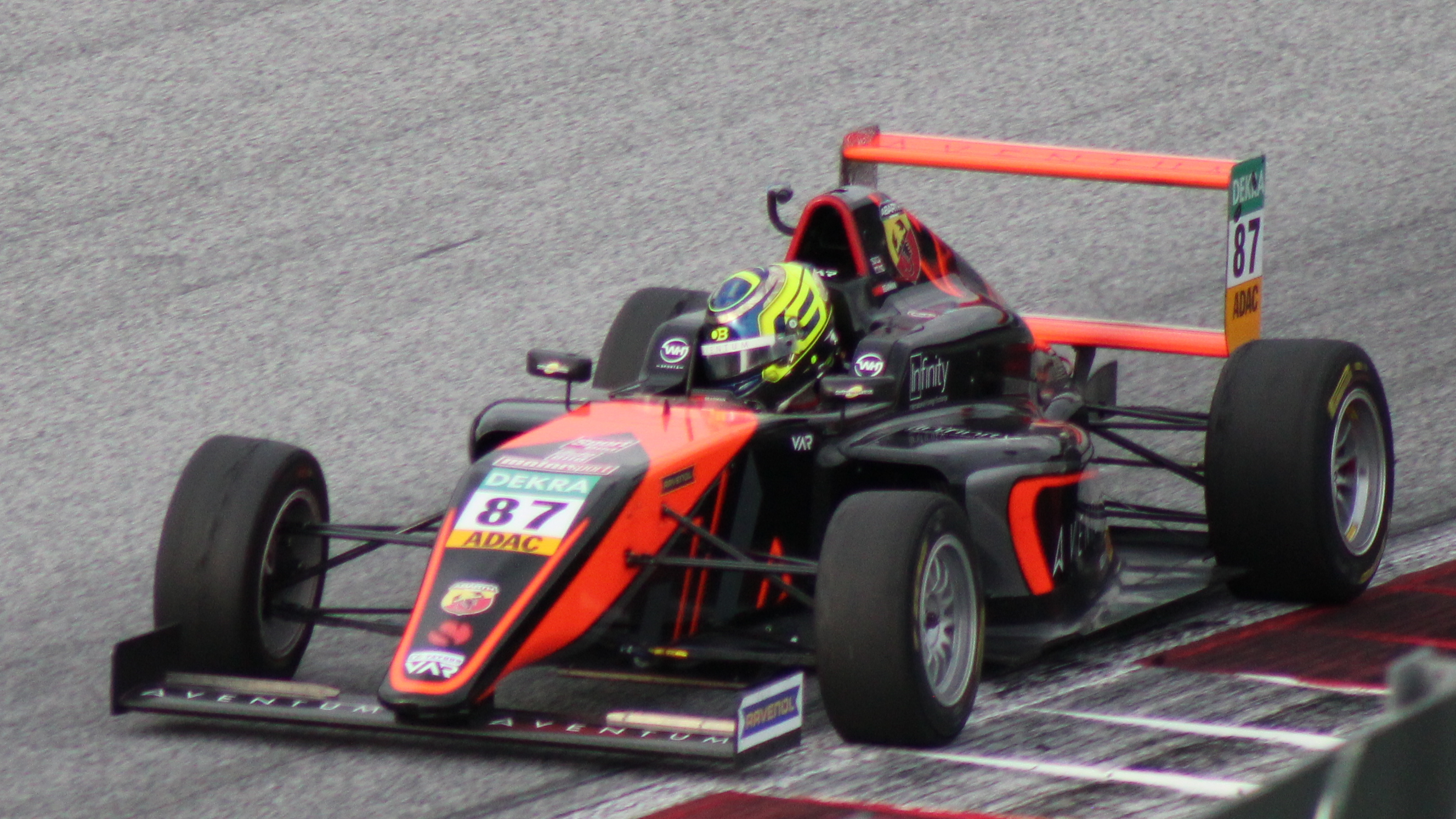
Bearman nel 2021, con il team Van Amersfoort Racing

Nel 2020 inizia la sua carriera in monoposto nel Campionato ADAC di Formula 4 con il team US Racing. All'Hockenheimring conquista la sua prima vittoria davanti a Tim Tramnitz, conquistando poi altri due podi che lo portano al settimo posto in classifica finale. Nello stesso anno partecipa a tre round del Campionato italiano di Formula 4, dove conquista un secondo posto dietro a Gabriele Minì e un primo posto nella prima gara a Vallelunga.
Nel 2021 si iscrive a tempo pieno nei due campionati di Formula 4 con il team Van Amersfoort Racing. Nella serie italiana conquista la sua prima vittoria nella quinta gara della stagione a Misano. Da quella gara conquista altre sei vittorie di fila, interrompendo la serie nella terza gara di Imola dove viene squalificato. Conquista un'altra vittoria in Austria e tre nel tempio della velocità di Monza, raggiungendo un totale di 11 vittorie che gli valgono il titolo. Nella serie tedesca Bearman lotta per il titolo contro Tim Tramnitz fino alla penultima gara, dove il britannico la spunta grazie alla sua sesta vittoria nella serie.

### Formula 3

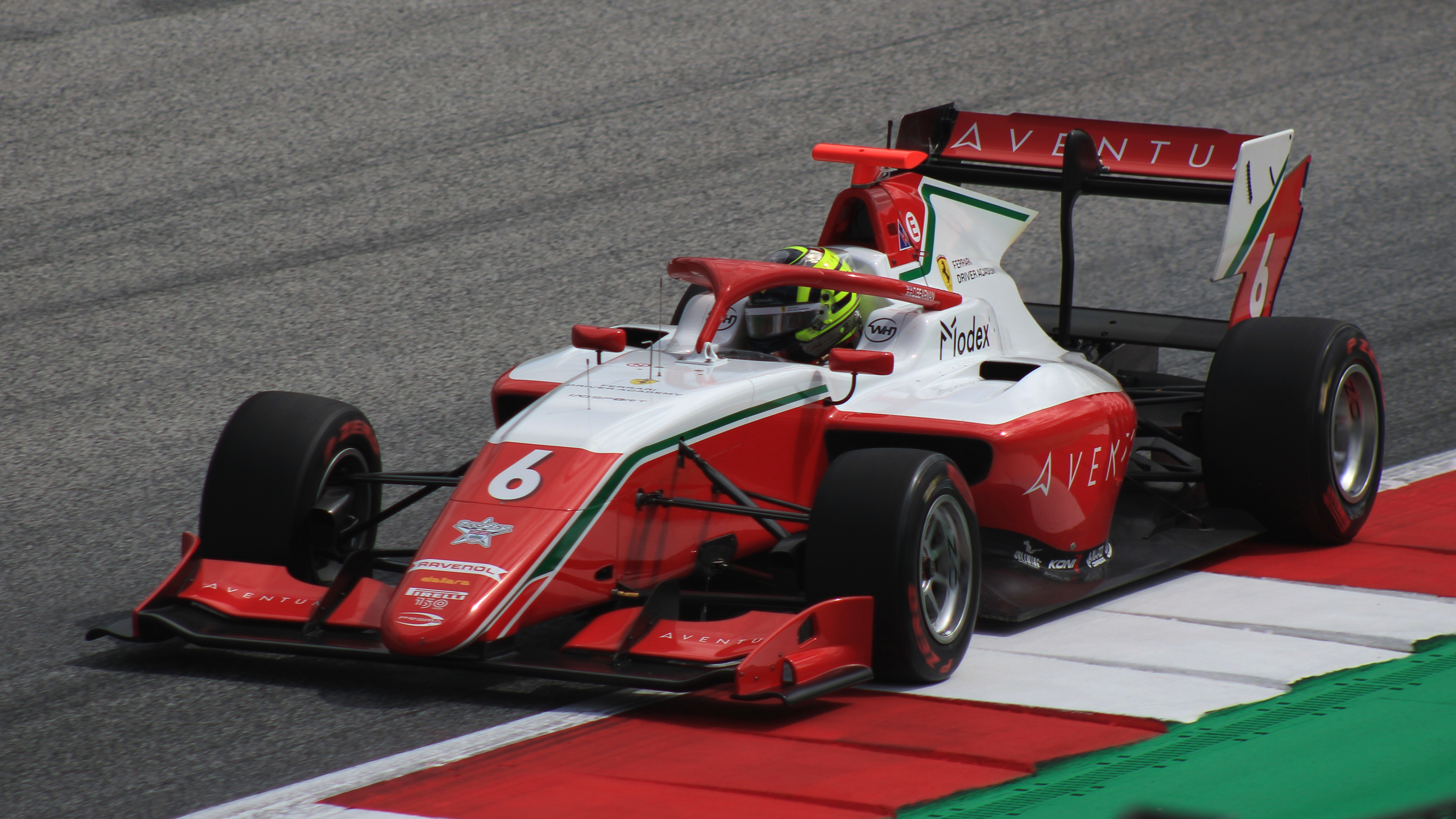
Bearman nel 2022, alla guida della Dallara F3 2019 del team Prema

Nel 2021 partecipa ad alcune gare campionato di Formula 3 BRDC con il team Fortec Motorsports. Nel round sul Circuito di Brands Hatch conquista due secondi posti. Nell’inverno del 2022 con il team Mumbai Falcons partecipa alla Formula Regional Asia. Il britannico chiude quindicesimo in classifica con un podio conquistato a Dubai.
Nel novembre del 2021 Bearman partecipa ai test post stagionali del Campionato di Formula 3 a Valencia con il team Prema Powerteam. Il 28 dicembre il team italiano ufficializza il pilota britannico per la stagione 2022 della F3 insieme a Jak Crawford e Arthur Leclerc.  Bearman nella prima gara stagione chiude secondo dietro a Isack Hadjar, conquistando il suo primo podio in F3. Dopo aver ottenuto altri tre podi, nella prima di Spa-Francorchamps il britannico vince la sua prima gara nella categoria. Dopo un weekend incolore a Zandvoort, Bearman conquista un terzo e un secondo posto nel round finale di Monza, chiudendo al terzo posto in classifica generale e secondo tra i rookie.

### Formula 2

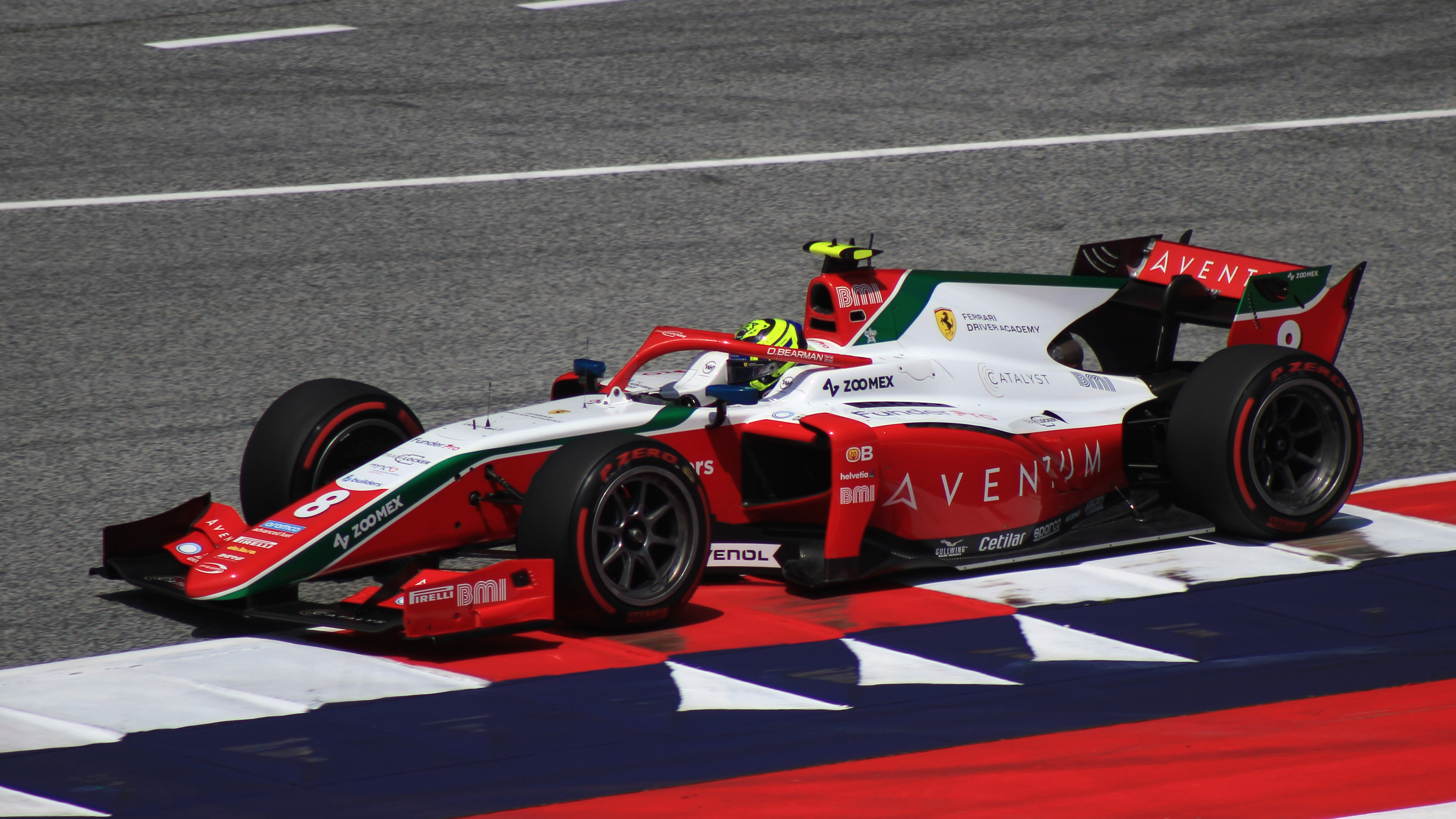
Bearman nel 2023, al suo primo anno di Formula 2

Bearman per la stagione 2023 rimane in Prema passando alla Formula 2. Dopo i primi tre round sotto tono, a Baku il pilota britannico ottiene la pole position e riesce a vincere entrambe le due corse, ottenendo così un weekend perfetto. Conquista la Pole anche a Barcellona e riesce a vincere la corsa davanti al brasiliano Enzo Fittipaldi. Nella Sprint dell'Hungaroring torna a podio arrivando terzo dietro a Dennis Hauger e Ayumu Iwasa. A seguito di due weekend deludenti a Spa e a Zandvoort, Bearman torna a sorprendere vincendo la Feature Race di Monza. A fine stagione il pilota britannico chiude al sesto posto in classifica piloti e secondo tra i rookie dietro a Victor Martins.
Per la stagione 2024, Bearman viene confermato dal team per la sua seconda stagione in Formula 2. Dopo una prima corsa deludente, conquista la pole a Jeddah, ma non prende parte alle due gare successive visto il suo impegno in Formula 1. Dopo altre gare sotto le aspettative, Bearman torna alla vittoria nella Sprint Race di Spielberg davanti a Pepe Martí. La sua seconda vittoria arriva sempre in una Sprint Race, arriva a Monza davanti a Victor Martins.

### Formula 1
Nell'ottobre del 2021 Bearman viene selezionato per le Scouting World Finals della Ferrari Driver Academy insieme ad altri tre piloti. Nel novembre la FDA annuncia Bearman e il brasiliano Rafael Camara come nuovi membri della Academy. Per due anni consecutivi viene nominato tra i finalisti per il premio Aston Martin Autosport BRDC Award, nel 2021 con Jonny Edgar, Louis Foster e Zak O'Sullivan e nel 2022 con Louis Foster, Jamie Chadwick e Luke Browning.
Nel 2023 prende parte a due prove libere della Formula 1, la prima in Messico e ad Abu Dhabi guidando per la Haas F1 Team. Per raggiungere i punti necessari per ottenere la Superlicenza, scende sul circuito di Fiorano con la Ferrari SF21. Bearman nelle due prove libere ha utilizzato il numero di gara 50.

#### 2024: Ferrari e Haas

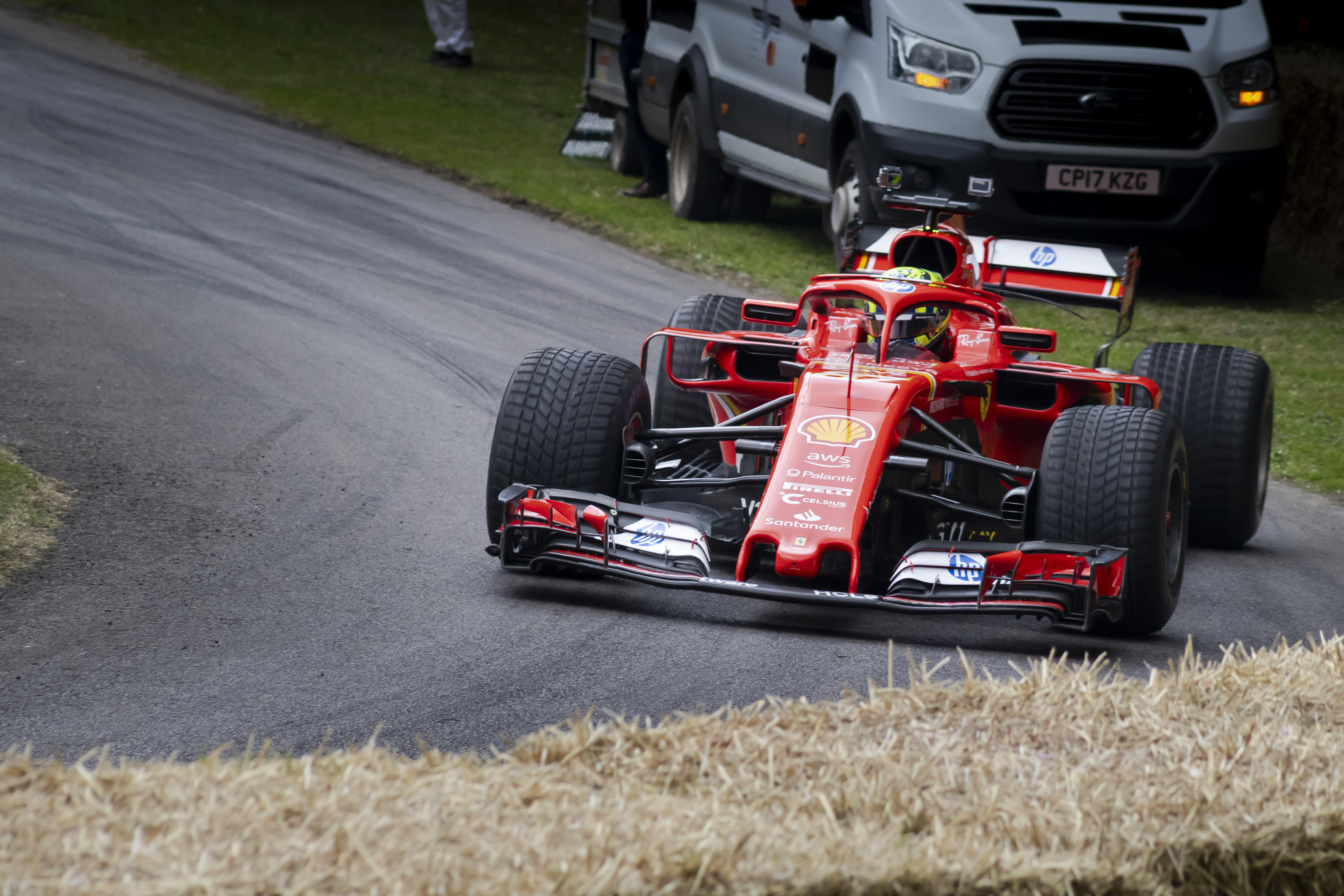
Bearman alla guida della Ferrari SF71H al Goodwood Festival of Speed nel 2024

Per la stagione 2024 il pilota britannico diventa uno dei piloti di riserva delle scuderie Ferrari e Haas. A gennaio, a Barcellona, partecipa a due giorni di test con la Ferrari F1-75 del 2022. Nel marzo seguente, con la Ferrari SF-24, debutta nel Gran Premio d'Arabia Saudita in sostituzione di Carlos Sainz Jr., fermato da un'appendicite; per il suo esordio in Formula 1 scende in pista con il numero 38. In qualifica si piazza undicesimo, mentre in gara chiude a punti arrivando settimo e viene nominato Driver of the Day: a 18 anni, 10 mesi e un giorno diventa il più giovane pilota della storia Ferrari in Formula 1, battendo il precedente record di Ricardo Rodríguez de la Vega risalente al 1961, oltreché il più giovane a conseguire punti.
Per il Gran Premio dell'Emilia-Romagna, il pilota britannico prende parte alle prime prove libere con la Haas VF-24. Ritorna in pista, sempre con la scuderia statunitense, nelle prove libere del Gran Premio di Gran Bretagna. Il 4 luglio dello stesso anno viene ufficializzato il suo ingaggio come pilota titolare per la stagione successiva proprio dalla Haas. Nel prosieguo del campionato, Bearman torna in pista con la VF-24 durante le prove libere del Gran Premio d'Ungheria.
Vista la squalifica di Kevin Magnussen, Bearman è chiamato a prendere parte al Gran Premio d'Azerbaigian con il team statunitense. Il britannico riesce a chiudere in zona punti grazie a un decimo posto: in tal modo, diventa il primo pilota nella storia della Formula 1 a segnare punti per due squadre diversi nelle sue prime due gare.
Nel Gran Premio di Città del Messico torna invece alla guida della Ferrari durante le prove libere. Quindi nel successivo Gran Premio di San Paolo, a causa di una nuova indisponibilità di Magnussen, stavolta perché non in perfette condizioni fisiche per gareggiare, Bearman lo sostituisce sulla Haas nel corso della sessione di prove libere, della Qualifica Sprint e della gara Sprint.

#### 2025-: primo anno in  Haas

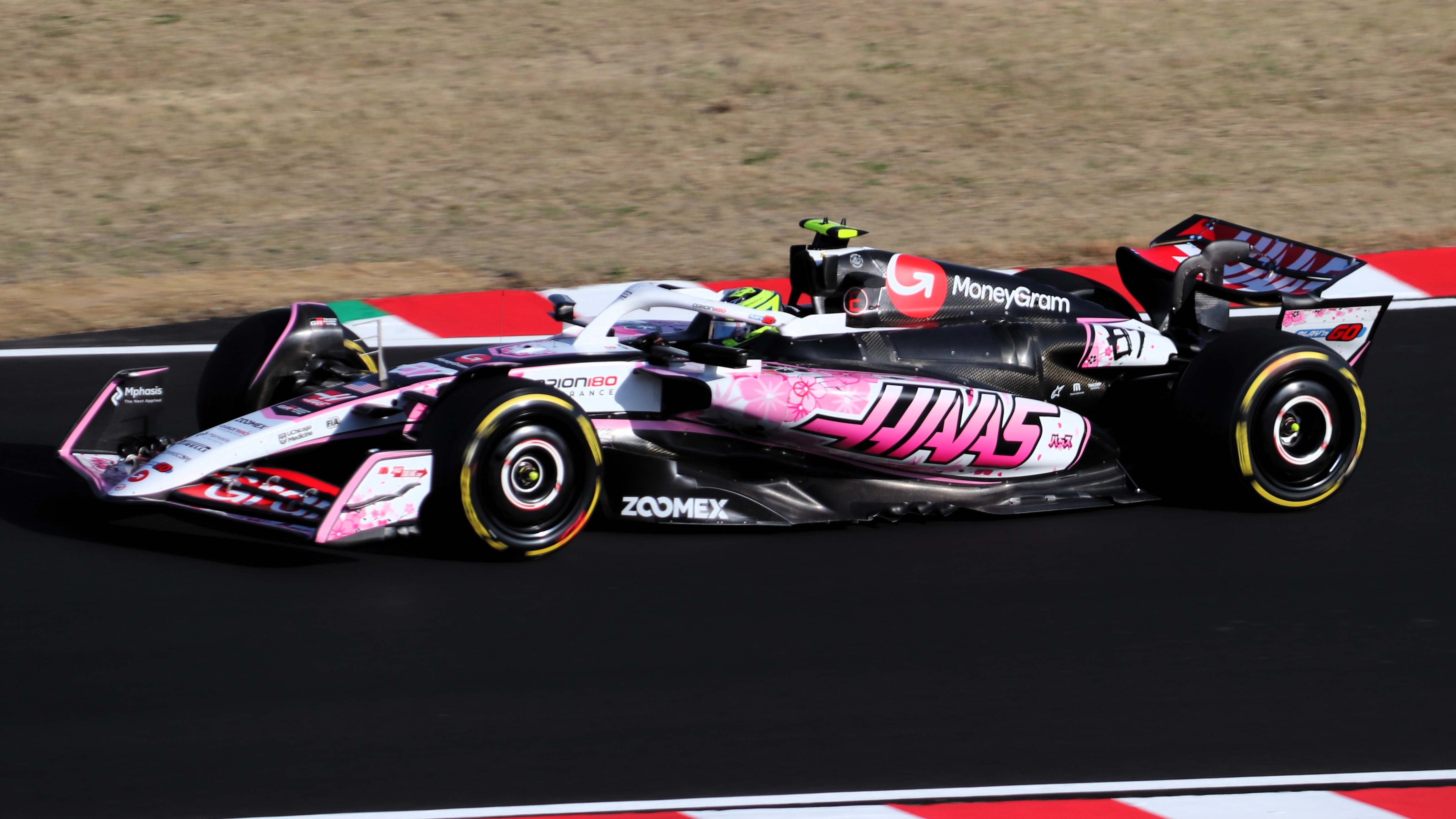
Oliver Bearman al Gran Premio del Giappone 2025.

Bearman inizia la stagione in Australia, al fianco del francese Esteban Ocon proveniente dall'Alpine, classificandosi al quattordicesimo posto finale. Successivamente va a punti per tre gare consecutive con un ottavo posto in Cina e due decimi posti in Giappone e Bahrein, la striscia a punti termina poi con un tredicesimo posto in Arabia Saudita, al termine di una gara complicata.

## Risultati

### Riassunto della carriera
| Stagione | Categoria             | Team                  | Gare | Vittorie | Pole | G.V. | Podi | Punti | Pos. |
| -------- | --------------------- | --------------------- | ---- | -------- | ---- | ---- | ---- | ----- | ---- |
| 2020     | Formula 4 ADAC        | US Racing             | 21   | 1        | 0    | 1    | 3    | 144   | 7º   |
| 2020     | Formula 4 italiana    | US Racing             | 8    | 1        | 0    | 1    | 2    | 85    | 10º  |
| 2021     | Formula 4 ADAC        | Van Amersfoort Racing | 18   | 6        | 5    | 4    | 11   | 343   | 1º   |
| 2021     | Formula 4 italiana    | Van Amersfoort Racing | 21   | 11       | 8    | 2    | 8    | 343   | 1º   |
| 2021     | Formula 3 BRDC        | Fortec Motorsports    | 9    | 1        | 2    | 1    | 4    | 163   | 14º  |
| 2022     | Formula Regional Asia | Mumbai Falcons        | 6    | 0        | 0    | 0    | 1    | 29    | 15º  |
| 2022     | Formula 3             | Prema Racing          | 18   | 1        | 0    | 0    | 8    | 132   | 3º   |
| 2023     | Formula 2             | Prema Racing          | 25   | 4        | 3    | 2    | 2    | 130   | 6º   |
| 2024     | Formula 2             | Prema Racing          | 24   | 3        | 1    | 0    | 3    | 75    | 12°  |
| 2024     | Formula 1             | Ferrari / Haas        | 3    | 0        | 0    | 0    | 0    | 7     | 18°  |
| 2025     | Formula 1             | Haas                  | 14   | 0        | 0    | 0    | 0    | 6*    |      |

* Stagione in corso.

### Risultati in Formula 4 italiana
(legenda) (Le gare in grassetto indicano la pole position) (Le gare in corsivo indicano Gpv)
| Stagione | Team           | 1   | 2   | 3   | 4   | 5   | 6   | 7   | 8   | 9   | 10  | 11  | 12  | 13  | 14  | 15  | 16  | 17  | 18  | 19  | 20  | 21  | Punti | Pos. |
| -------- | -------------- | --- | --- | --- | --- | --- | --- | --- | --- | --- | --- | --- | --- | --- | --- | --- | --- | --- | --- | --- | --- | --- | ----- | ---- |
| 2020     | US Racing      | MIS | MIS | MIS | IMO | IMO | IMO | RBR | RBR | RBR | MUG | MUG | MUG | MNZ | MNZ | MNZ | IMO | IMO | IMO | VLL | VLL | VLL | 58    | 10º  |
| 2020     | US Racing      |     |     |     |     |     |     | 5   | 2   | 5   |     |     |     |     |     |     | 7   | 6   | 12  | 1   | C   | 6   | 58    | 10º  |
| 2021     | Van Amersfoort | LEC | LEC | LEC | MIS | MIS | MIS | VAL | VAL | VAL | IMO | IMO | IMO | RBR | RBR | RBR | MUG | MUG | MUG | ITA | ITA | ITA | 343   | 1º   |
| 2021     | Van Amersfoort | 3   | 7   | 2   | 2   | 1   | 1   | 1   | 1   | 1   | 1   | 1   | DSQ | 1   | 3   | 20  | 4   | 7   | 10  | 1   | 1   | 1   | 343   | 1º   |

### Risultati in Formula 3 asiatica
(legenda) (Le gare in grassetto indicano la pole position) (Le gare in corsivo indicano Gpv)
| Stagione | Squadra        | 1   | 2   | 3   | 4   | 5   | 6   | 7   | 8   | 9   | 10  | 11  | 12  | 13  | 14  | 15  | Punti | Pos. |
| -------- | -------------- | --- | --- | --- | --- | --- | --- | --- | --- | --- | --- | --- | --- | --- | --- | --- | ----- | ---- |
| 2022     | Mumbai Falcons | ABU | ABU | ABU | DUB | DUB | DUB | DUB | DUB | DUB | DUB | DUB | DUB | ABU | ABU | ABU | 29    | 15º  |
| 2022     | Mumbai Falcons |     |     |     |     |     |     |     |     |     | 7   | 3   | 24  | 6   | Rit | 23  | 29    | 15º  |

### Risultati in Formula 3
(legenda) (Le gare in grassetto indicano la pole position) (Le gare in corsivo indicano Gpv)
| Stagione | Team  | 1   | 2   | 3   | 4   | 5   | 6   | 7   | 8   | 9   | 10  | 11  | 12  | 13  | 14  | 15  | 16  | 17  | 18  | Punti | Pos. |
| -------- | ----- | --- | --- | --- | --- | --- | --- | --- | --- | --- | --- | --- | --- | --- | --- | --- | --- | --- | --- | ----- | ---- |
| 2022     | Prema | BHR | BHR | IMO | IMO | CAT | CAT | SIL | SIL | RBR | RBR | HUN | HUN | SPA | SPA | ZAN | ZAN | MNZ | MNZ | 132   | 3º   |
| 2022     | Prema | 2   | 6   | 12  | 17  | 12  | 5   | 9   | 3   | 16  | 3   | 5   | 3   | 1   | 3   | 11  | 25  | 2   | 2   | 132   | 3º   |

### Risultati in Formula 2
(legenda) (Le gare in grassetto indicano la pole position) (Le gare in corsivo indicano Gpv)
| Stagione | Team  | 1   | 2   | 3   | 4   | 5   | 6   | 7   | 8   | 9   | 10  | 11  | 12  | 13  | 14  | 15  | 16  | 17  | 18  | 19  | 20  | 21  | 22  | 23  | 24  | 25  | 26  | 27  | 28  | Punti | Pos. |
| -------- | ----- | --- | --- | --- | --- | --- | --- | --- | --- | --- | --- | --- | --- | --- | --- | --- | --- | --- | --- | --- | --- | --- | --- | --- | --- | --- | --- | --- | --- | ----- | ---- |
| 2023     | Prema | BHR | BHR | JED | JED | ALB | ALB | BAK | BAK | MON | MON | CAT | CAT | RBR | RBR | SIL | SIL | HUN | HUN | SPA | SPA | ZAN | ZAN | MNZ | MNZ | YMC | YMC |     |     | 130   | 6º   |
| 2023     | Prema | 15  | 14  | Rit | 10  | 7   | 17  | 1   | 1   | Rit | 11  | 7   | 1   | 8   | 5   | 6   | 8   | 3   | 12  | 12  | 7   | C   | Rit | 6   | 1   | 10  | Rit |     |     | 130   | 6º   |
| 2024     | Prema | BHR | BHR | JED | JED | ALB | ALB | IMO | IMO | MON | MON | CAT | CAT | RBR | RBR | SIL | SIL | HUN | HUN | SPA | SPA | MNZ | MNZ | BAK | BAK | LUS | LUS | YMC | YMC | 75    | 12°  |
| 2024     | Prema | 16  | 15  | NP  | NP  | 14  | 9   | 5   | 19  | 11  | 4   | 21  | 14  | 1   | Rit | Rit | 7   | 10  | 15  | 7   | Rit | 1   | 7   |     |     | 1   | 12  | 4   | 5   | 75    | 12°  |

### Risultati in Formula 1
| 2023 | Scuderia | Vettura |  |  |  |  |  |  |  |  |  |  |  |  |  |  |  |  |  |  |    |  |  |    |  |  | Punti | Pos. |
| ---- | -------- | ------- |  |  |  |  |  |  |  |  |  |  |  |  |  |  |  |  |  |  | -- |  |  | -- |  |  | ----- | ---- |
| 2023 | Haas     | VF-23   |  |  |  |  |  |  |  |  |  |  |  |  |  |  |  |  |  |  | SP |  |  | SP |  |  |       |      |

| 2024 | Scuderia     | Vettura     |  |   |  |  |  |  |    |  |  |    |  |    |    |  |  |  |    |  |  |    |    |  |  |  | Punti | Pos. |
| ---- | ------------ | ----------- |  | - |  |  |  |  | -- |  |  | -- |  | -- | -- |  |  |  | -- |  |  | -- | -- |  |  |  | ----- | ---- |
| 2024 | Ferrari Haas | SF-24 VF-24 |  | 7 |  |  |  |  | SP |  |  | SP |  | SP | SP |  |  |  | 10 |  |  | SP | 12 |  |  |  | 7     | 18º  |

| 2025 | Scuderia | Vettura |    |   |    |    |    |     |    |    |    |    |    |    |    |     |  |  |  |  |  |  |  |  |  |  | Punti | Pos. |
| ---- | -------- | ------- | -- | - | -- | -- | -- | --- | -- | -- | -- | -- | -- | -- | -- | --- |  |  |  |  |  |  |  |  |  |  | ----- | ---- |
| 2025 | Haas     | VF-25   | 14 | 8 | 10 | 10 | 13 | Rit | 17 | 12 | 17 | 11 | 11 | 11 | 11 | Rit |  |  |  |  |  |  |  |  |  |  | 6     |      |

| Legenda | 1º posto     | 2º posto | 3º posto    | A punti         | Senza punti/Non class.  | Grassetto – Pole position Corsivo – Giro più veloce Apice – Risultato Sprint (A punti) |
| Legenda | Squalificato | Ritirato | Non partito | Non qualificato | Solo prove/Terzo pilota | Grassetto – Pole position Corsivo – Giro più veloce Apice – Risultato Sprint (A punti) |

### Annotazioni
1. ↑  Nel Gran Premio d'Arabia Saudita e nella prima sessione di prove libere del Gran Premio di Città del Messico.
2. ↑  Nei Gran Premi d'Azerbaigian e di San Paolo come pilota titolare e durante le sessioni di prove libere in altri Gran Premi.

### Fonti
1. 1 2   Mattia Tremolada, FDA sceglie Bearman e Camara, su italiaracing.net, 8 novembre 2021. URL consultato l'8 novembre 2021.
2. ↑   IAME International Final - X30 Junior 2019 standings, su driverdb.com, 25 luglio 2021. URL consultato il 22 ottobre 2021.
3. ↑   Biography, su olliebearman.com, 25 luglio 2021. URL consultato il 22 ottobre 2021.
4. ↑   Peter Allen, Ollie Bearman to race in ADAC F4 opener with US Racing, su formulascout.com, 27 luglio 2020. URL consultato il 22 ottobre 2021.
5. ↑   Bearman cambia team e passa a Van Amersfoort - Tutti Pazzi per il Motorsport, su tuttipazziperilmotorsport.it, 26 gennaio 2021.
6. ↑   Mattia Tremolada, Misano - Gara 2 Bearman in volata su Montoya e Fornaroli, su italiaracing.net, 5 giugno 2021. URL consultato il 15 dicembre 2021.
7. ↑   Clamoroso: dopo verifiche ai motori Bearman escluso dalla gara 3 di Imola, su italiaracing.net, 2 agosto 2021. URL consultato il 15 dicembre 2021.
8. ↑   Massimo Costa, Monza - Gara 3 Bearman completa la tripletta, su italiaracing.net, 31 ottobre 2021. URL consultato il 15 dicembre 2021.
9. ↑   Massimo Costa, Mugello - Gara 3 Bearman campione, Durksen doppietta, su italiaracing.net, 10 ottobre 2021. URL consultato il 15 dicembre 2021.
10. ↑   Mattia Tremolada, Bearman doppietta Italia Germania, su italiaracing.net, 8 novembre 2021. URL consultato il 29 dicembre 2021.
11. ↑  (EN) Aatish Mishra, I Mumbai Falcons annunciano la line-up dei piloti del Campionato Asiatico di Formula Regional 2022, su evoindia.com, 8 gennaio 2022. URL consultato l'8 gennaio 2022.
12. ↑   Daniele Botticelli, Patrik Pasma domina Gara 2, su p300.it, 13 febbraio 2022. URL consultato il 13 febbraio 2022.
13. ↑  (EN) ROGER GASCOIGNE, Crawford e Bearman si uniscono a Prema per i test post-stagionali FIA F3 Valencia, su formulascout.com, 31 ottobre 2021. URL consultato il 1º novembre 2021.
14. ↑  (EN) Fergal Walsh, Ferrari junior Bearman si unisce alla griglia di F3 2022 con Prema, su motorsportweek.com, 28 dicembre 2021. URL consultato il 28 dicembre 2021.
15. ↑   Mattia Tremolada, Sakhir - Gara 1 Hadjar ringrazia Bearman, su italiaracing.net, 19 marzo 2022. URL consultato il 20 marzo 2022.
16. ↑   Mattia Tremolada, Spa - Gara 1,Bearman vince e si rilancia,Paura per Maloney e Goethe, su italiaracing.net, 27 agosto 2022. URL consultato il 27 agosto 2022.
17. ↑   Alfredo Cirelli, Victor Martins è il nuovo campione della Formula 3, su fuoritraiettoria.com, 11 settembre 2022. URL consultato il 12 settembre 2022.
18. ↑   Marco Di Marco, Martins campione, ma ad esaltare sono i debuttanti, su it.motorsport.com, 12 settembre 2022. URL consultato il 12 settembre 2022.
19. ↑   PREMA annuncia Bearman per il 2023, su italiaracing.net, 13 novembre 2022. URL consultato il 14 novembre 2022.
20. ↑   Luca Basso, Baku – Qualifica Pole sub judice per Bearman, su italiaracing.net, 28 aprile 2023. URL consultato il 28 aprile 2023.
21. ↑   Luca Basso, Baku – Gara 1 Bearman-Vesti, doppietta Prema Caos nell'ultima ripartenza, su italiaracing.net, 29 aprile 2023. URL consultato il 30 aprile 2023.
22. ↑   Luca Basso, Baku – Gara 2 Dominio totale di Bearman, su italiaracing.net, 30 aprile 2023. URL consultato il 30 aprile 2023.
23. ↑   Massimo Costa, Montmelò - Gara 1 Prestazione perfetta per Vesti, su italiaracing.net, 3 giugno 2023. URL consultato il 6 giugno 2023.
24. ↑   Luca Basso, Budapest – Gara 1 Hauger domina dal via, su italiaracing.net, 22 luglio 2023. URL consultato il 22 luglio 2023.
25. ↑   FIA Formula 2 Championship 2023, su driverdb.com.
26. ↑   Gianluca D'Alessandro, Prema: Bearman confermato per il 2024 con Antonelli, su it.motorsport.com, 20 dicembre 2023.
27. ↑   Luca Basso, Jeddah - Qualifica La risposta di Bearman e Prema, su italiaracing.net, 7 marzo 2024.
28. ↑   Luca Basso, Sainz salta Jeddah per appendicite Bearman debutta con Ferrari, su italiaracing.net, 8 marzo 2024.
29. ↑   Davide Attanasio, Spielberg - Gara 1 Il riscatto di Bearman e Prema, su italiaracing.net, 29 giugno 2024.
30. ↑   Luca Basso, Monza – Gara 1 Perentoria vittoria di Bearman, su italiaracing.net, 31 agosto 2024.
31. ↑   Ida Wood, Il campione italiano di F4 Bearman si finale della Finale Mondiale Ferrari Scouting, su formulascout.com, 12 ottobre 2021. URL consultato il 12 ottobre 2021.
32. ↑  (EN) Kevin Turner, Svelati i finalisti per l'Aston Martin Autosport BRDC Young Driver Award 2021, su autosport.com, 30 settembre 2021. URL consultato il 26 dicembre 2021.
33. ↑  (EN) Ida Wood, Bearman, Browning, Chadwick e Foster nella finale dell'Autosport BRDC Award, su formulascout.com, 15 settembre 2022. URL consultato il 15 settembre 2022.
34. ↑   Haas: Bearman in pista nelle FP1 di Messico,sceglie come numero di gara il 50, Haas: Bearman in pista nelle FP1 di Messico e Abu Dhabi, su it.motorsport.com, 5 ottobre 2023. URL consultato il 5 ottobre 2023.
35. ↑   Matteo Beretta, Prove di futuro in casa Ferrari: primo test di Oliver Bearman a Fiorano, su f1ingenerale.com, 11 ottobre 2023. URL consultato l'11 ottobre 2023.
36. ↑   (EN) Q&A with Ollie Bearman, su YouTube, Racing Stuff, 27 aprile 2023.
37. ↑   Oliver Bearman e Arthur Leclerc entrano nella Scuderia Ferrari, su ferrari.com. URL consultato il 2 febbraio 2024.
38. ↑   Gianluca D'Alessandro, Oliver Bearman sarà riserva Haas e girerà in 6 sessioni FP1, su msn.com, 2 febbraio 2024.
39. ↑   Peppe Marino, Arthur Leclerc e Bearman debuttano con la F1-75 a Barcellona, su msn.com, 31 gennaio 2024.
40. ↑   F1: Ferrari, Carlos Sainz ha l'appendicite e salta il GP dell'Arabia Saudita. Al suo posto Bearman, su automoto.it. URL consultato l'8 marzo 2024.
41. ↑   Giacomo Rauli, Chi è Oliver Bearman, esordiente sostituto di Sainz a Jeddah, su it.motorsport.com, 8 marzo 2024.
42. ↑   Giacomo Rauli, Bearman : "Deluso, ho sfiorato la Q3. Voglio andare a punti", su it.motorsport.com, 8 marzo 2024.
43. ↑   Gianluca D'Alessandro, Bearman: "Gara fantastica. Ho tenuto dietro Norris e Lewis!", su it.motorsport.com, 9 marzo 2024.
44. ↑   Ferrari, Bearman da applausi: 7° e "driver of the day", Sky, 9 marzo 2024.
45. ↑   Davide Allegretti, Bearman brilla nel GP di Arabia Saudita: tutti i record battuti dell'inglese, su paddocknews24.com, 9 marzo 2024.
46. ↑   Roberto Chinchero, HAAS: BEARMAN IN FP1 A IMOLA ANCHE PER... CAUTELARSI DA KEVIN, su it.motorsport.com, 9 maggio 2024.
47. ↑   Gianluca D'Alessandro, BEARMAN E DOOHAN TORNANO IN PISTA NELLE FP1 DI SILVERSTONE, su it.motorsport.com, 2 giugno 2024.
48. ↑   Massimo Costa, Bearman, la scommessa del team Haas che torna sui rookie, su italiaracing.net, 4 luglio 2024.
49. ↑   Francesca Anna Tantone, Bearman non si ferma più: sarà in pista anche in Ungheria, su f1ingenerale.com, 15 luglio 2024.
50. ↑   Gianluca D'Alessandro, Magnussen squalificato per una gara dopo Monza: salterà Baku, su it.motorsport.com, 1º settembre 2024.
51. ↑   Roberto Chinchero, F1 | Haas: Bearman sostituirà lo squalificato Magnussen a Baku, su it.motorsport.com, 6 settembre 2024.
52. ↑   Giulio Vitali, Oliver Bearman da record con Ferrari e Haas: primo pilota a punti con due scuderie diverse al debutto, su oasport.it, 15 settembre 2024.
53. ↑   Ufficiale: Bearman guiderà la Ferrari nelle FP1 del Messico, su formulapassion.it, 18 ottobre 2024.
54. ↑   Ufficiale, Magnussen malato: in macchina per la Haas ci sarà Bearman, su formulapassion.it, 1º novembre 2024.
55. ↑   Oliver Bearman distrugge la Haas nelle libere di Melbourne, all'esordio da pilota ufficiale., su eurosport.it.
56. ↑   F1 GP Arabia Saudita | Haas, Bearman e Ocon costretti ad inseguire dopo le qualifiche di Jeddah, su f1grandprix.motorionline.com.